# فرقه دینی
فرقه دینی (به انگلیسی: Religious denomination)، زیرگروهی در درون یک دین است که تحت یک نام، سنت و هویت مشترک عمل می‌کند.
| فرقه‌های دینی در سال ۲۰۲۰ | فرقه‌های دینی در سال ۲۰۲۰ | فرقه‌های دینی در سال ۲۰۲۰ | فرقه‌های دینی در سال ۲۰۲۰ | فرقه‌های دینی در سال ۲۰۲۰ |
| ------------------------ | ------------------------ | ------------------------ | ------------------------ | ------------------------ |
|                          |                          |                          |                          |                          |
| کاتولیک                  | کاتولیک                  |                          | ۱۶٫۸۸٪                   | ۱۶٫۸۸٪                   |
| پروتستانیسم              | پروتستانیسم              |                          | ۱۱٫۴۱٪                   | ۱۱٫۴۱٪                   |
| ارتدکس شرقی              | ارتدکس شرقی              |                          | ۳٫۷٪                     | ۳٫۷٪                     |
| سایر مسیحی‌ها             | سایر مسیحی‌ها             |                          | ۰٫۴٪                     | ۰٫۴٪                     |
| اسلام سنی                | اسلام سنی                |                          | ۲۲٫۳۹٪                   | ۲۲٫۳۹٪                   |
| اسلام شیعه               | اسلام شیعه               |                          | ۲٫۴۸٪                    | ۲٫۴۸٪                    |
| غیروابسته                | غیروابسته                |                          | ۱۵٫۵۸٪                   | ۱۵٫۵۸٪                   |
| ویشنوپرستی               | ویشنوپرستی               |                          | ۱۰٫۲۴٪                   | ۱۰٫۲۴٪                   |
| شیواپرستی                | شیواپرستی                |                          | ۴٫۰۳٪                    | ۴٫۰۳٪                    |
| شاکتی‌پرستی               | شاکتی‌پرستی               |                          | ۰٫۴۸٪                    | ۰٫۴۸٪                    |
| سایر هندوئیسم            | سایر هندوئیسم            |                          | ۰٫۳۹٪                    | ۰٫۳۹٪                    |
| بودیسم                   | بودیسم                   |                          | ۶٫۶۲٪                    | ۶٫۶۲٪                    |
| دین عامیانه              | دین عامیانه              |                          | ۵٫۶۱٪                    | ۵٫۶۱٪                    |
| سایر دین‌ها               | سایر دین‌ها               |                          | ۰٫۷۹٪                    | ۰٫۷۹٪                    |

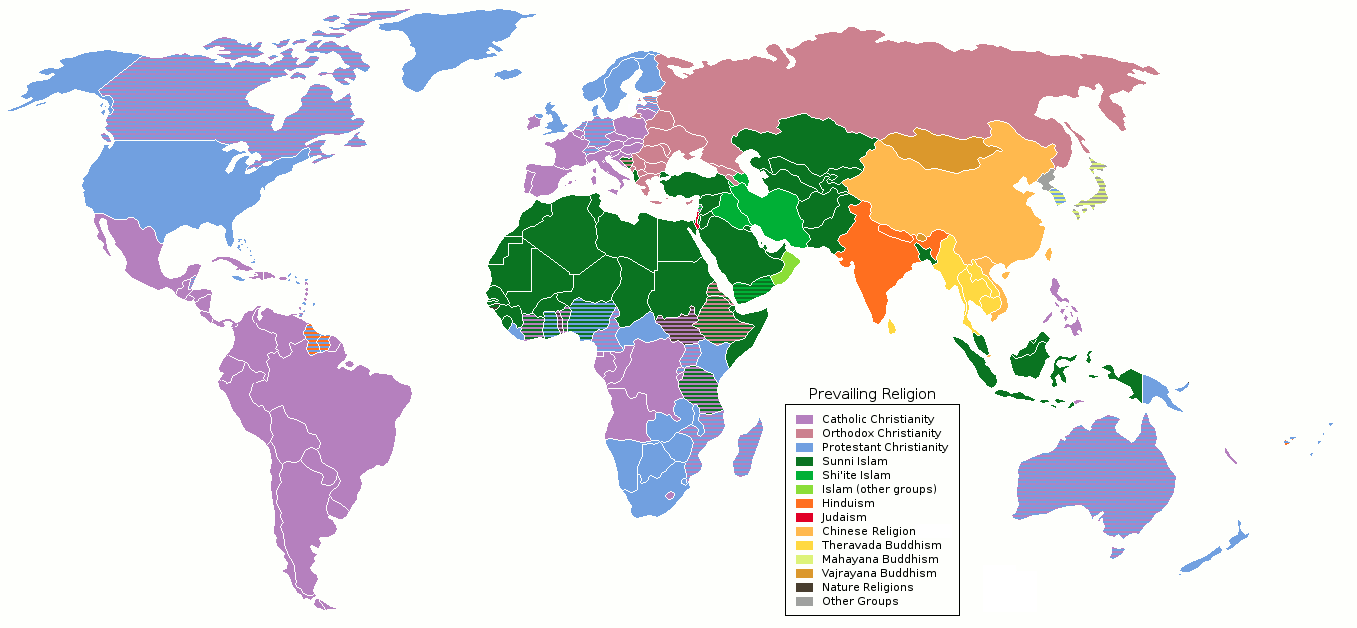
فرقه‌ها و مذهب‌های عمده جهان

این اصطلاح به فرقه‌های مختلف مسیحی (به عنوان مثال، ارتدکس شرقی، کاتولیک، و انواع مختلف پروتستانیسم) اشاره دارد. همچنین برای توصیف پنج شاخه اصلی یهودیت (یهودیت قرائیم، ارتدکس، محافظه کار، اصلاحگرا، و بازسازی‌خواه) استفاده می‌شود. در اسلام می‌توان به شاخه‌ها یا فرقه‌ها (مثل سنی، شیعه)، و نیز زیرمجموعه‌های مختلف آن‌ها مانند، مکاتب فقهی، مکاتب الهیات اسلامی و جنبش‌های مذهبی اشاره کرد.
بزرگ‌ترین فرقه مذهبی جهان اسلام سنی است.